# 小行星6140
小行星6140（英語：6140 Kubokawa）是一颗围绕太阳公转的小行星。1992年1月6日，圓舘金、渡邊和郎在北见发现了此天体。
这颗小行星的绝对星等为243.6111220550621等。